# Брейчак, Ян
Ян Брейчак (словац. Ján Brejčák; род. 29 июня 1989 года, Попрад, Чехословакия) — словацкий хоккеист, защитник. Выступает за клуб «Банска-Бистрица» в Словацкой экстралиге.

## Карьера
Воспитанник хоккейной школы ХК «Попрад». Выступал за команды «Попрад», «Оранж 20», «Кежмарок», «Литвинов», «Слован» (Братислава), «Давос», «МОДО»(Эрншёльдсвик, «ХПК» (Хямменлинна). С сезона 2019/2020 играет в Словацкой экстралиге за клуб «Банска-Бистрица».
В Словацкой экстралиге провёл 283 матча, набрал 58 очков (19 шайб + 39 передач), в Чешской экстралиге — 95 матчей, 9 очков (3+6), в Континентальной хоккейной лиге — 60 матчей, 4 очка (0+4), в Шведской лиге — 18 матчей, 3 очка (2+1), в Финской лиге — 43 матча, 4 очка (0+4), в Швейцарской лиге — 28 матчей, 2 очка (0+2), в европейских клубных турнирах (Лига чемпионов, Кубок Шпенглера) — 31 матч, 5 очков (1+4).
В составе сборной Словакии провел 32 матча, набрал 5 очков (2+3). Участник чемпионата мира 2014 года (6 игр). В составе молодежной сборной Словакии был участником чемпионата мира 2009 (7 игр).

## Достижения
- Чемпион Словакии (2018)
- Чемпион Финляндии (2019)
- Серебряный призер чемпионата Словакии (2011)